# Myrmecoclytus affinis
Myrmecoclytus affinis är en skalbaggsart som beskrevs av Stefan von Breuning 1976. Myrmecoclytus affinis ingår i släktet Myrmecoclytus och familjen långhorningar.
Artens utbredningsområde är Madagaskar. Inga underarter finns listade i Catalogue of Life.